# LVMH
LVMH (Moët Hennessy Louis Vuitton) là một tập đoàn quốc tế của Pháp chuyên kinh doanh các mặt hàng xa xỉ phẩm. Tập đoàn sở hữu nhiều nhãn hiệu thời trang và làm đẹp cao cấp lừng danh thế giới như Louis Vuitton (LV), Dior, Bvlgari, Céline, Givenchy, Tiffany & Co, Fendi

## Lịch sử
Bắt đầu từ sự kết hợp vào năm 1987 giữa Moët-Hennessy và Louis Vuitton, LVMH ngày nay là tập đoàn số một thế giới trong lĩnh vực đồ xa xỉ.
Vào những năm 1990, Bernard Arnault đã có ý tưởng tạo ra một nhóm các thương hiệu xa xỉ.
Người đồng sáng lập Alain Chevalier qua đời ngày 1 tháng 11 năm 2018, ở tuổi 87.
Vào tháng 11 năm 2019, Bloomberg News ước tính giá trị thị trường của công ty là 203 tỷ euro (tương đương 223 tỷ USD) và tuyên bố rằng "tài sản cá nhân của Arnault đã tăng lên gần một nửa số tiền đó". Việc mua lại các cửa hàng Tiffany & Co (đóng cửa vào giữa năm 2020) sẽ thêm 5% vào thu nhập ròng vào năm 2020, theo cùng một nguồn tin.
Tập đoàn hiện sở hữu hơn 70 nhãn hiệu nổi tiếng, trong đó có những nhãn hiệu từ trên một trăm năm như Château d'Yquem (1593), Moët & Chandon (1743), Hennessy (1765), Louis Vuitton (1853). Năm 1999, LVMH mua lại hãng đồng hồ nổi tiếng Tag Heuer và 2004 nhãn whisky Scotland Glenmorangie.
Ngày nay tập đoàn LVMH với khoảng 145,247 nhân viên phục vụ trên khắp thế giới.

## Các nhãn hiệu của LVMH

### Thời trang
Louis Vuitton, Dior, Céline, Givenchy, Fendi, Donna Karan, Berluti, Marc Jacobs, Kenzo, Emilio Pucci, Thomas Pink, Loewe, StefanoBi, Nowness.

### Nước hoa và mỹ phẩm
Parfums Christian Dior, Parfums Givenchy, Guerlain, Kenzo Parfums, Acqua di Parma, Parfums Loewe, Fresh, Benefit Cosmetics, Make Up for Ever,...
Các nhãn hiệu Bliss, Hard Candy, Urban Decay được LVMH mua đầu những năm 2000 đã được bán lại.

### Đồng hồ và trang sức
TAG Heuer, Chaumet, Zenith, Fred, Montres Christian Dior, De Beers LV, Hublot, BVLGARI, Tiffany & Co

### Cửa hàng phân phối
DFS, Sephora, La Samaritaine, Le Bon Marché, Miami Cruiseline Services

### Rượu
- Cognac: Hennessy
- Champagne: Moët & Chandon, Dom Pérignon, Mercier, Veuve Clicquot-Ponsardin, Krug, Maison Ruinart
- Vodka: Belvedere
- Whisky: Glenmorangie, Ardbeg
- Vang: Château d'Yquem, Domaine Chandon (California, Argentina và Úc), Cloudy Bay (New Zealand), Cape Mentelle, Terrazas de los Andes, Cheval des Andes, Newton Vineyard, Numanthia
- Rum: 10 Cane, Wenjun

### Sản phẩm khác
- Nhật báo Les Echos